# Cabelo castanho

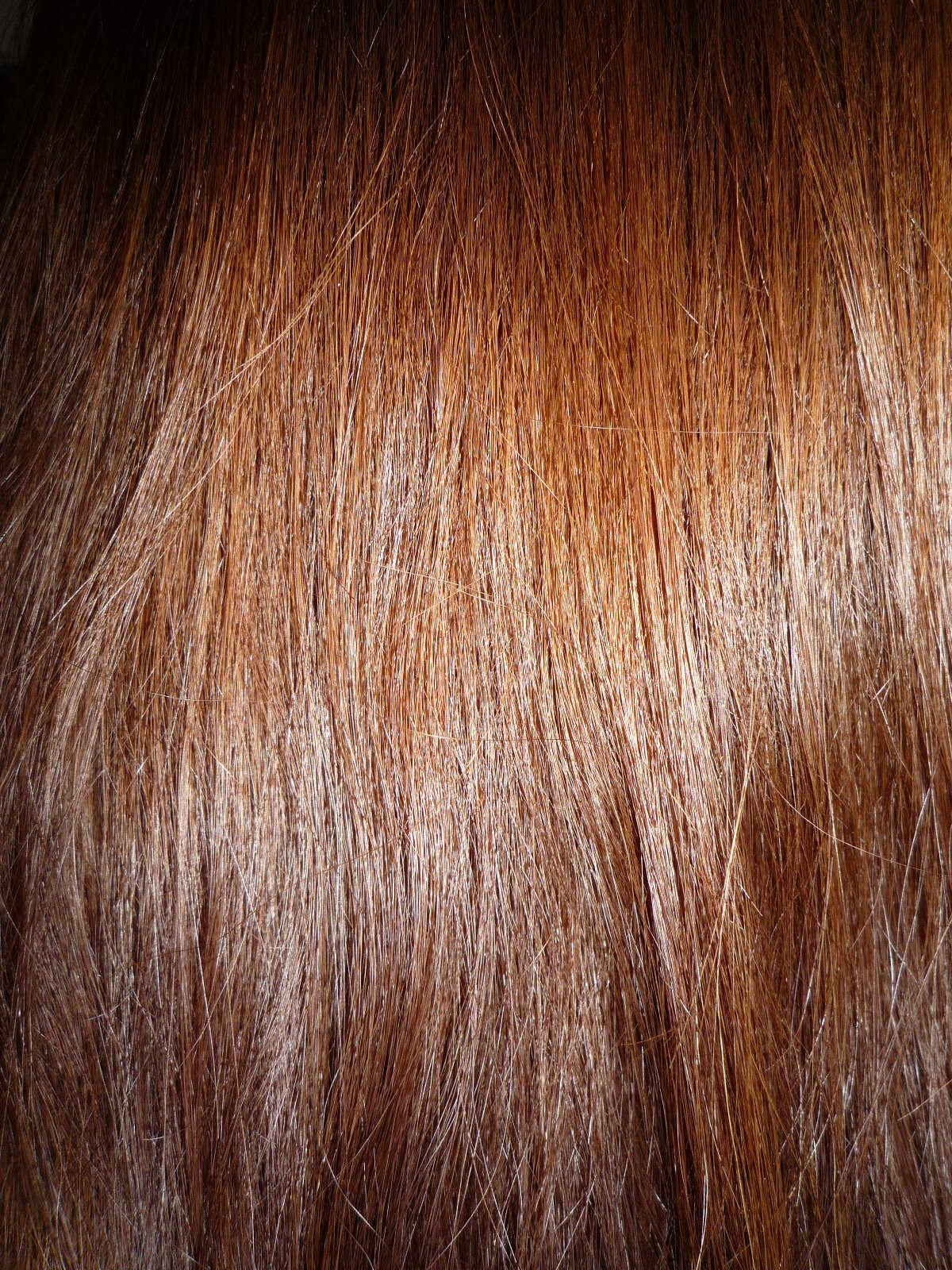
Uma visão de perto do cabelo castanho

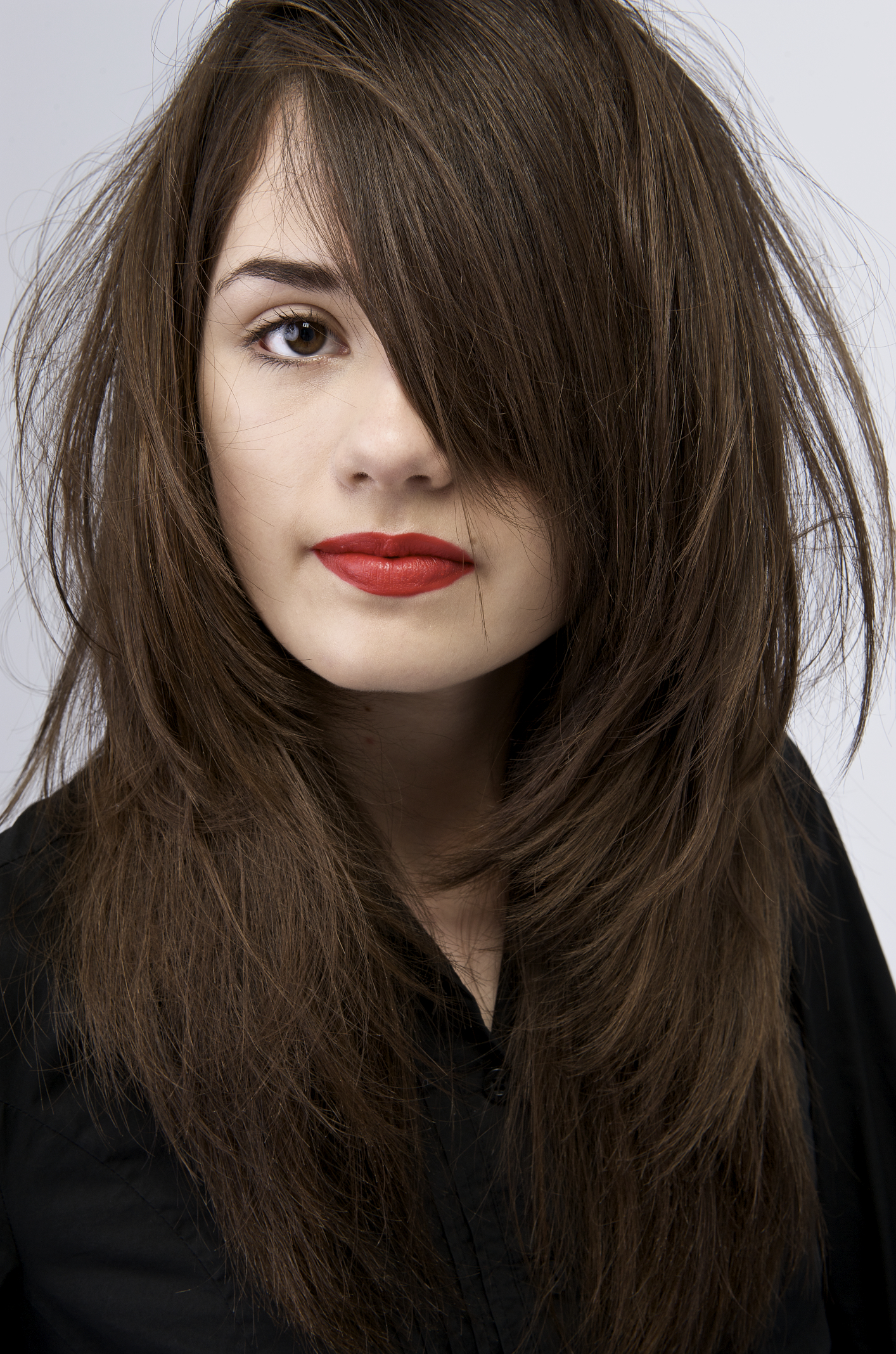
Mulher com cabelo castanho

Cabelo castanho é um tipo de cabelo com altos níveis do pigmento melanina.
O leque de tons naturais de castanho é bastante variado, beirando o louro escuro de um lado, e o cabelo negro de outro.
Os cabelos castanhos de todas as tonalidades são comuns entre os países europeus e aqueles que receberam grande fluxo de população europeia, além de ser presente também em países próximos à Europa, como no Oriente Médio, especialmente em regiões montanhosas do Irã e do Afeganistão e, mais ao leste, no Paquistão, onde a incidência de cabelos castanhos ou loiros pode ser reminiscência da ocupação histórica de povos indo-europeus na Ásia.

## Cabelo castanho nos portugueses
A maioria da população portuguesa possui cabelos de cor castanha, podendo estes variar entre o castanho escuro a castanho claro, sendo ainda comum a presença de cabelos castanhos com reflexos ruivos. Os portugueses foram os responsáveis pela introdução do cabelo castanho no Brasil e algumas localidades do norte da África. Apesar do referido na frase anterior é de salientar que vários grupos que habitam no Norte de África têm origens germânicas, nomeadamente dos Vândalos, podendo portanto terem até cabelos louros e olhos azuis. Apesar da predominância ser baixa, não deixa de ser verdade. Além disso, os próprios povos Berberes, e Árabes que colonizaram o norte de África podem também ter cabelos castanhos de várias tonalidades.

## Galeria
- Pessoas de cabelo castanhoJovem com longos cabelos castanhos.